# Д
La Д, minuscolo д, chiamata de, è una lettera dell'alfabeto cirillico. Rappresenta la consonante occlusiva alveolare sonora IPA /d/. In russo quando si trova in fine di parola viene desonorizzata e si pronuncia /t/. Nella scrittura manuale viene spesso rappresentata come un triangolo con i due piedi più lunghi al di sotto degli angoli in basso.

La lettera si sviluppò dalla lettera greca Delta (Δ, δ). La differenza grafica maggiore con la sua equivalente greca sta nei due piedi al di sotto degli angoli in basso della delta greca.
Nella forma stampata del corsivo, in minuscolo appare come un "6" allo specchio, simile al simbolo matematico della derivata parziale (д); mentre nella forma manuale del corsivo appare: in maiuscolo come una D italiana (in serbo e macedone è più simile a un 2), in minuscolo come una g italiana, poiché non è semplice scrivere velocemente a mano la forma di stampa.

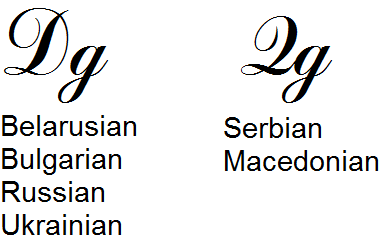
La De in corsivo manuale, maiuscola e minuscola.

| Lettera cirillica | Pronuncia IPA | Trascrizione scientifica | Trascrizione italiana | Trascrizione inglese | Trascrizione tedesca | Trascrizione francese |
| ----------------- | ------------- | ------------------------ | --------------------- | -------------------- | -------------------- | --------------------- |
| Д                 | /d/           | d                        | d                     | d                    | d                    | d                     |

## Posizione nei codici
| Nome carattere | Tipo      | Decimale | Esadecimale | Base otto | Binario          |
| -------------- | --------- | -------- | ----------- | --------- | ---------------- |
| Unicode        | Maiuscolo | 1044     | 0414        | 002024    | 0000010000010100 |
| Unicode        | Minuscolo | 1076     | 0434        | 002064    | 0000010000110100 |
| ISO 8859-5     | Maiuscolo | 180      | b4          | 264       | 0010110100       |
| ISO 8859-5     | Minuscolo | 212      | d4          | 324       | 0011010100       |
| KOI8           | Maiuscolo | 228      | e4          | 344       | 0011100100       |
| KOI8           | Minuscolo | 196      | c4          | 304       | 0011000100       |
| Windows-1251   | Maiuscolo | 196      | c4          | 304       | 0011000100       |
| Windows-1251   | Minuscolo | 228      | e4          | 344       | 0011100100       |

I corrispondenti codici HTML sono: &#1044; o &#x414; per il maiuscolo &#1076; o &#x434; per il minuscolo.